# 五井中央西
五井中央西（ごいちゅうおうにし）は、千葉県市原市の五井地区にある町丁。市原市役所五井支所が置かれている。現行行政地名は五井中央西一丁目から五井中央西三丁目。郵便番号は290-0081。

## 概要
市原市北西部の五井地区にある。五井地区は市原市の中心地区であり、町名に「五井」と入る五井中央西はその中でも中心地域にあたる。特に五井駅西口に接しているためその役割は大きい。
五井駅前区画整理事業で平成元年に承認された新地名で、換地処分により五井から分離新設された。また、2020年6月13日には五井中央南一丁目の換地処分と同時に五井中央西一丁目9番地から40番地の換地処分を新たに実施し、町域が拡大した。
2023年（令和5年）4月1日現在、市原市の町丁字の中で、最も人口密度が高くなっている。

## 地理

### 隣接町丁字
北から東は五井、南は五井駅を挟んで五井中央東、西は五井中央南と接している。

## 歴史

### 沿革
- 1963年（昭和38年）5月1日 - 市原市市制施行に伴い市原市五井地区一部となる[6]。
- 1989年（平成元年）4月 - 住民説明会により五井中央西への地名変更が承認[6]。
- 2000年（平成12年）10月13日 - 五井駅前土地区画整理事業第一工区換地処分に伴い五井中央西が誕生[6]。
- 2020年（令和2年）6月13日 - 新田・下宿地区土地区画整理事業の換地処分に伴い五井中央西一丁目に五井の一部及び出津の一部が編入[7]。

## 世帯数と人口
2023年（令和5年）4月1日現在の世帯数と人口は以下の通りである。
| 町丁字           | 世帯数    | 人口総数 | 人口  | 人口  | 人口     | 人口     | 人口  | 人口   | 世帯人員 |
| 町丁字           | 世帯数    | 人口総数 | 若年  | 若年  | 生産年齢 | 生産年齢 | 高齢  | 高齢   | 世帯人員 |
| ---------------- | --------- | -------- | ----- | ----- | -------- | -------- | ----- | ------ | -------- |
| 五井中央西一丁目 | 1,198世帯 | 2,062人  | 144人 | 6.98% | 1,483人  | 71.92%   | 435人 | 21.10% | 1.72人   |
| 五井中央西二丁目 | 417世帯   | 763人    | 70人  | 9.17% | 526人    | 68.94%   | 167人 | 21.89% | 1.83人   |
| 五井中央西三丁目 | 93世帯    | 159人    | 9人   | 5.66% | 108人    | 70.95%   | 42人  | 26.42% | 1.71人   |
| 合計             | 1,708世帯 | 2,984人  | 223人 | 7.47% | 2,117人  | 60.55%   | 644人 | 21.58% | 1.93人   |

## 通学区域
市立小学校・市立中学校及び県立高等学校の通学区域は以下の通りである。
| 町丁字           | 番地 | 小学校             | 中学校             | 高等学校 |
| ---------------- | ---- | ------------------ | ------------------ | -------- |
| 五井中央西一丁目 | 全域 | 市原市立五井小学校 | 市原市立五井中学校 | 第9学区  |
| 五井中央西二丁目 | 一部 | 市原市立五井小学校 | 市原市立五井中学校 | 第9学区  |
| 五井中央西二丁目 | 一部 | 市原市立若葉小学校 | 市原市立若葉中学校 | 第9学区  |
| 五井中央西三丁目 | 全域 | 市原市立五井小学校 | 市原市立五井中学校 | 第9学区  |

## 施設

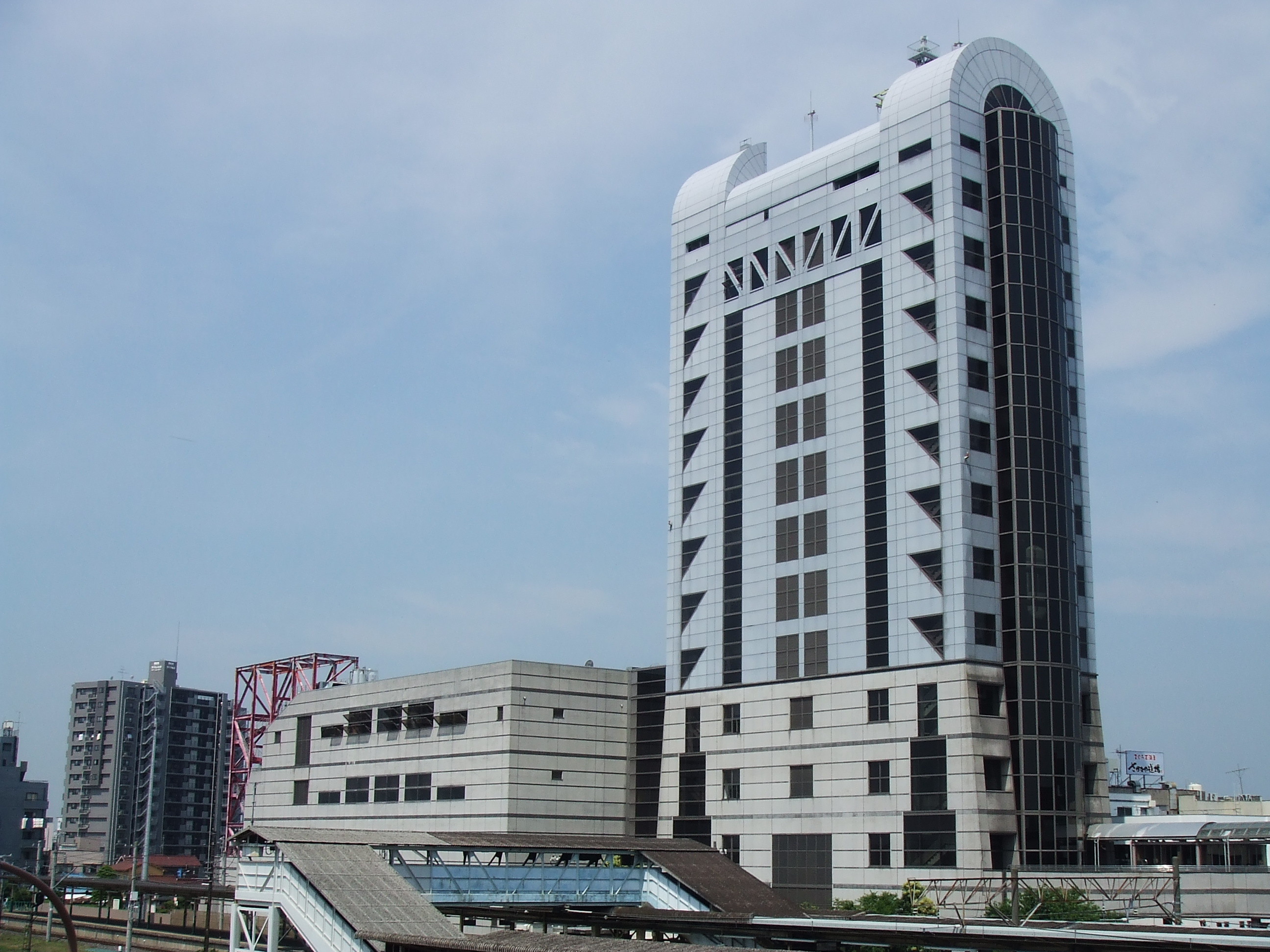
サンプラザ市原

- 市原市役所五井支所（サンプラザ市原内）
- サンプラザ市原
- 千葉銀行五井支店
- みずほ銀行五井支店
- 市原マリンホテル
- 旧市原ショッピングスクエアビル
- 市原商工会議所

### かつて存在した施設

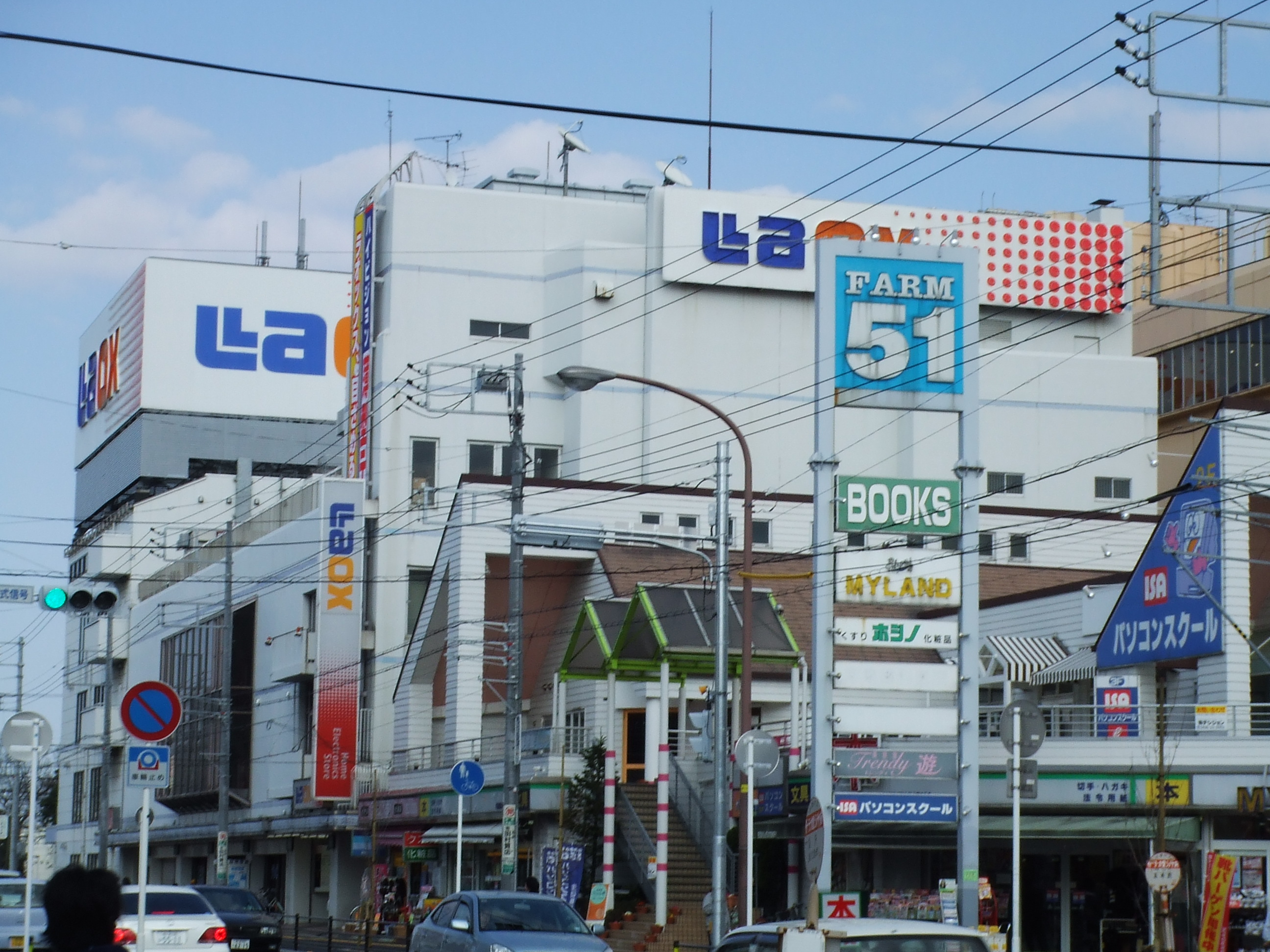
ラオックス市原店

- イトーヨーカドー市原店 - ※現在は建物が現存せず[9]。
- ラオックス五井店→市原店（2009年閉店） - ※現在は建物が解体されている。

## 交通

### 駅
- JR東日本内房線五井駅

### バス
町丁内の停留所を通過するバスは以下のとおりである。
| 運行会社 | 系統     | 運行区間     | 運行区間       | 運行区間                                 | 備考       |
| 運行会社 | 系統     | 起点         | 終点           | 経由                                     | 備考       |
| -------- | -------- | ------------ | -------------- | ---------------------------------------- | ---------- |
| 小湊鐵道 | 五22系統 | 五井駅西口   | 山倉こどもの国 | 君塚郵便局、市原市役所                   | [ 注釈 1 ] |
| 小湊鐵道 | 五23系統 | 五井駅西口   | 姉ケ崎駅西口   | 玉前西一丁目、アピタ前                   | [ 注釈 2 ] |
| 小湊鐵道 | 五25系統 | 五井駅西口   | 喜多           | 市原郵便局前、辰巳団地、うるいど南       | [ 注釈 3 ] |
| 小湊鐵道 | 八21系統 | 八幡宿駅西口 | 姉崎（別荘下） | 君塚、五井駅西口、姉崎新田、姉ケ崎駅東口 | [ 注釈 2 ] |
| 小湊鐵道 | 八22系統 | 八幡宿駅西口 | 姉ケ崎駅東口   | 君塚、五井駅西口、姉崎新田               | [ 注釈 2 ] |

### 道路
- 市道9号五井駅前線（五井中央通り）[11]